# William Howard Stein
William Howard Stein (født 25. juni 1911, død 2. februar 1980) var en amerikansk biokemiker. Han modtog nobelprisen i kemi i 1972.

## Opvækst og uddannelse
Stein blev født i New York City. Han var søn af Beatrice Cecilla (Borg), der var børnerettighedsaktivist, og Fred Michael Stein, der var bankmand. Han blev uddannet på Phillips Exeter Academy, Harvard University og Columbia University. 

## Karriere
Efter endt uddannelse blev han ansat som forsker under Max Bergmann på Rockefeller University, hvor meget af hans vigtigste arbejde blev udført.
Stein modtog nobelprisen i kemi i 1972 sammen med Christian Boehmer Anfinsen og Stanford Moore, for deres forskning i ribonuklease og særligt for deres bidrag til forståelsen af sammenhængen mellem molekylets kemiske struktur og katalytiske aktivitet.
I 1958 udviklede han og Stanford Moore det første automatiske analyse af aminosyrer, som faciliterede fastlåelsen af proteinsekvenserne. Stein forblev på Rockefeller i hele sin karriere og var gæsteprofessor på Washington University at St. Louis, Haverford College, University of Chicago og Harvard University.